# Kvákadlo

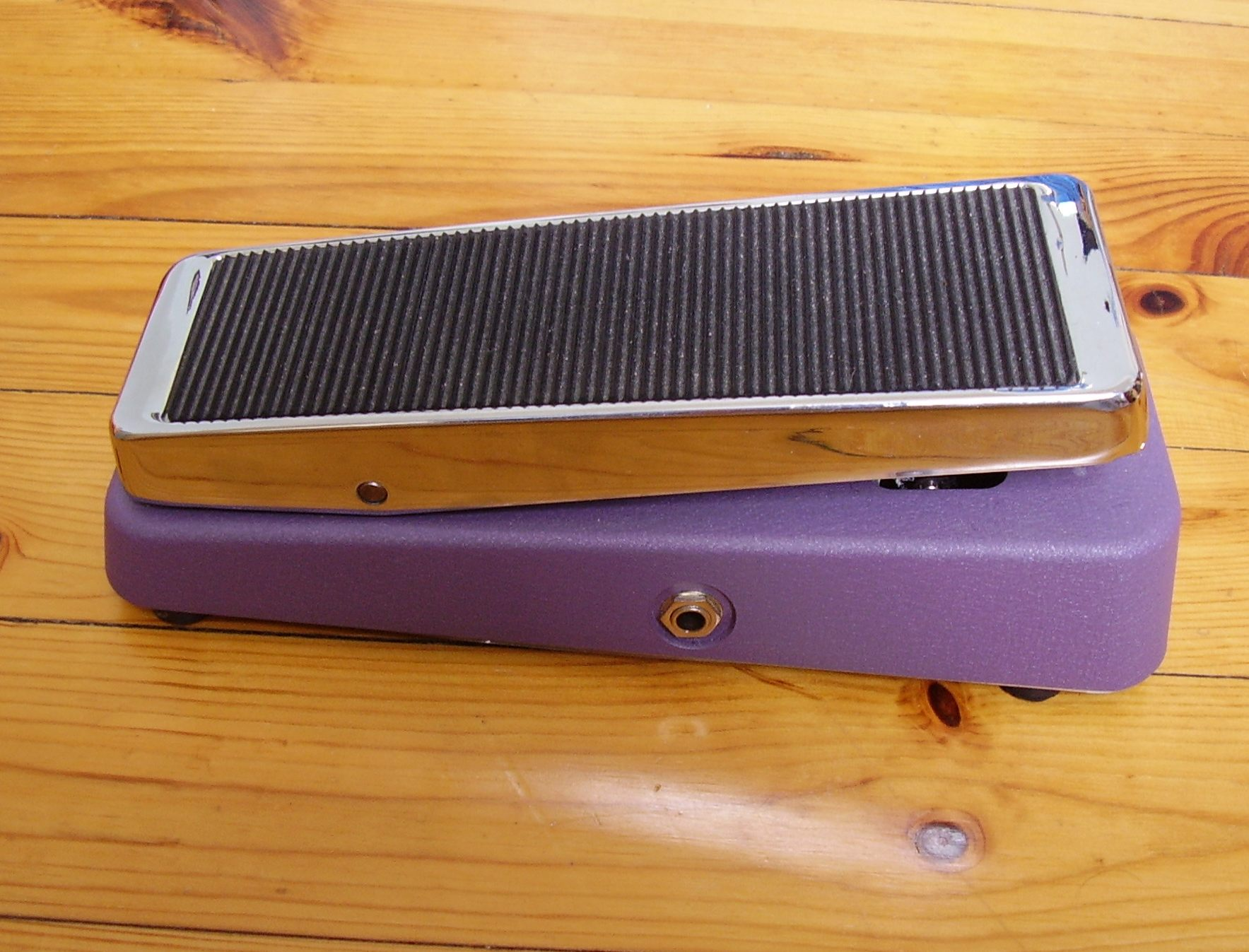
Kvákadlo

Kvákadlo je speciální typ kytarového efektu, zařízení, které dokáže měnit frekvenci signálu a tím vytvářet zvuk podobný slovu „vau“. Proto se také v angličtině používá pojem wah-wah pedal. V češtině se vžil pojem kvákadlo a kvákání.
K ovládání efektu (zde změny frekvence) se používá pohyblivý nožní pedál. Kytarista má tak ruce volné ke hraní. Tuhost sešlapávání pedálu lze většinou nastavit. Informace o sešlápnutí pedálu se přenáší buď mechanicky (přes hřeben spojený s hřídelí) nebo opticky (zde odpadá eventuální chrčení a poruchy vzniklé mechanickým opotřebením). Kvákadlo může obsahovat rovněž možnost nastavení Q-bodu, případně další ovladače k úpravě signálu. Novější kvákadla umí zvuk ještě i „nakopnout“ (boost). Některá kvákadla obsahují true-bypass (v podstatě propojení vstup a výstupního jacku za účelem minimální modifikace kytarového signálu jakoukoli součástkou efektu). Pokud jej neobsahují, je možné jej udělat vlastním úpravou nebo na zakázku (custom-made), nebo dokoupit „true bypass podložku“ pro kvákadlo.
Některá kvákadla mohou být kombinována s pedálem pro změnu hlasitosti (volume pedal).
Moderními trendy při výrobě kvákadel je použití „modelingu“ (např. Digitech nebo Boss PW-10).
Existují i automatická kvákadla (autowahy), která pohyblivý pedál neobsahují.

## Výrobci
- Dunlop (Crybaby)
- Vox
- Morley
- Roger Meyer
- Ibanez
- Fulltone
- Morley